# Silahtarağa
Silahtarağa è una mahalle del distretto di Eyüpsultan, nella parte europea della provincia di Istanbul.

## Geografia fisica
Considerando i suoi confini amministrativi, a nord si trova Sakarya, a sud Eyüp Merkez, a ovest i quartieri Pazariçi del distretto di Gaziosmanpaşa e a est Haliç.